# يانغي قلعة
يانغي قلعة هي بلدة في مقاطعة قرة قول في ولاية بخارى في أوزبكستان.